# Route du Rhum 1982
Navigation
Édition précédente Édition suivante
La Route du Rhum 1982 est la seconde édition de l'épreuve. Le départ est donné le 8 novembre 1982 à Saint-Malo, avec six classes de bateaux.
C'est Marc Pajot, sur le catamaran Elf-Aquitaine qui s'impose au bout de 18 jours de traversée malgré une poutre centrale fissurée à l'arrière bâbord. Une dizaine d'heures plus tard, Bruno Peyron franchit la ligne en seconde position sur son catamaran Jaz à deux mâts parallèles. Mike Birch, vainqueur de la première édition en trimaran, arrive troisième sur le catamaran Vital. 53 bateaux sont au départ, 21 abandonnent, un bateau arrive hors temps.

## Présentation de la course
Une nouveauté depuis cette édition réside dans l'utilisation du système Argos embarqué qui donne la position des bateaux via le CNES de Toulouse, ses informations sont collectées par Syseca, une filiale de Thomson, qui établit un classement régulier durant la course.

### Types de navires
Cette édition est ouverte à tous types de bateaux : les monocoques sont mêlés aux multicoques mais les bateaux sont classés par longueur :
- Classe 0 = Longueur hors tout > 25,908 m
- Classe 1 = 18,288 - 25,908 m
- Classe 2 = 15,24 - 18,288 m
- Classe 3 = 13,716 - 15,24 m
- Classe 4 = 12,192 - 13,716 m
- Classe 5 = 10,668 - 12,192 m

## Déroulement de l'épreuve

### Évènements marquants

#### Abandons
- Quelques minutes après le départ, le bras du prao Rosières de Guy Delage se replie et le voilier chavire[5].
- Jean-Yves Terlain sur Gauthier III démâte le soir du départ et abandonne[4].
- Ses focs déchirés et son pilote automatique en panne, Yvan Griboval sur Maison Phénix abandonne le 9 novembre.
- Daniel Le Méné sur Edonil après avoir été abordé par un bateau spectateur au départ fait demi-tour le 10 novembre.
- Alain Labbé sur Club Montamer fait demi-tour le 11 novembre à la suite d'une voie d'eau.
- Paolo Sciarretta sur Vigorsol échoue sur des rochers et fait demi-tour le 11 novembre à la suite de la voie d'eau engendrée.
- Robert James sur Colt Cars est blessé à la main, son mât menace de tomber, il abandonne vers l'Angleterre le 11 novembre.
- Daniel Gilard sur Brittany Ferries Fr est abordé par un chalutier espagnol, il abandonne flotteur bâbord de son trimaran défoncé le 11.
- Thierry Caroni sur Filtrasol abandonne à la suite de ses voiles déchirées, perte de la dérive et panne électrique.
- Eric Tabarly sur Paul Ricard abandonne le 12 à Bénodet à la suite de la rupture d'embase de winch de prise de ris sur son mât pivotant.
- Dominique Gautron sur Compas Contest abandonne le 13 à Lorient après avaries de gouvernail et vit-de-mulet de bôme.
- Jean-Michel Carpentier sur S.P.R.A 2 abandonne le 13 à La Trinité, problèmes de pilote et voie d'eau par le tube de jaumière.
- Jacques Dewez sur Cenet abandonne le 13 à l'île d'Yeu, grand voile déchirée, problèmes de safran.
- Didier Munduteguy sur Côte Basque abandonne le 13 novembre et rentre à La Rochelle à la suite d'une ouverture dans la liaison coque/pont au niveau du mât.
- Chay Blith sur Brittany Ferries GB abandonne à La Corogne le 14, flettner faussé, dérive coincée.
- François Boucher sur S.V. Caddy heurte une épave flottante qui endommage un des foils de son trimaran. Il fait relâche 4 jours pour des problèmes de grand voile puis abandonne le 15 novembre à La Baule[6].
- Patrick Morvan sur Jet Services abandonne le 16 novembre à La Corogne car il a des ennuis cardiaques.
- Marc Linski sur Pantashop abandonne à la suite d'une crise d'appendicite, il est hélitreuillé en hélicoptère dans la région des Açores le 16 novembre.
- Philippe Machefaux sur Crédit du Nord abandonne aux Açores.
- L'australien Ian Robert-Johnston sur Rennie chavire en mer, retourné par un grain dans son spi le 17 et est miraculeusement récupéré, seulement équipé d'une combinaison de survie, dans la nuit du 18 novembre par Olivier Moussy sur Intermezzo - Sharp Vidéo qui le débarque en Martinique, obtient un classement exceptionnel pour son sauvetage et est nommé chevalier du Mérite maritime à l'issue.
- Alain Renouard sur Chaînegaz casse sa bôme avant la Martinique, il abandonne à quelques milles avant l'arrivée.

#### Arrêts techniques
- Florence Arthaud sur Biotherm II retourne à St-Malo à la suite de problèmes de pilote puis repart, elle s'arrête en Martinique pour récupérer une nouvelle bôme.
- François Forestier sur Lejaby Rasurel s'arrête à La Corogne pour acheter un générateur.
- Olivier Moussy sur Intermezzo - Sharp Vidéo s'arrête à La Corogne pour acheter un générateur.
- Jacques Desrunes sur Le monde de la mer s'arrête en Espagne sur problèmes de batteries.
- Hervé Laurent sur Société Collyer s'arrête à La Corogne sur panne de pilote.
- Robyn Knox Johnston Olympus III s'arrête à Madère pour embarquer de l'essence pour son générateur.
- Pierre Follenfant sur Charente-Maritime s'arrête à Madère pour embarquer un étai.
- Yves le Cornec sur Télégramme de Brest s'arrête aux Açores pour embarquer un générateur échangé avec Bruno Peyron.
- Bruno Peyron sur Jaz s'arrête aux Açores pour embarquer un pilote échangé avec Yves Le Cornec.
- Jean-Claude Parisis sur Charles Heidsieck s'arrête 11 heures aux Açores pour réparation de son pilote.

### Classement de la course
Cat = Catamaran
Mono = Monocoque
Tri = Trimaran
| Position   | Classe   | Voile No. | Nom du bateau                      | Type / Architecte      | Longueur hors tout | Largeur | Tirant d'eau | Dépl. | Surface de voile | Nom / Nationalité                | Temps de parcours     |
| ---------- | -------- | --------- | ---------------------------------- | ---------------------- | ------------------ | ------- | ------------ | ----- | ---------------- | -------------------------------- | --------------------- |
| 1          | Classe 1 | 17        | Elf Aquitaine (en)                 | Cat Langevin           | 20                 | 10,90   | 2,30         | 8 t   | 210 m2           | Marc Pajot (FRA)                 | 18 j 1 h 38 min 0 s   |
| 2          | Classe 2 | 19        | Jaz                                | Cat Dubernet           | 17.6               | 10      | 2,50         | 6 t   | 275 m2           | Bruno Peyron (FRA)               | 18 j 11 h 46 min 22 s |
| 3          | Classe 3 | 1         | Vital                              | Cat Nigel Irens        | 15.23              | 8,40    | 2            | 3,2 t | 110 m2           | Mike Birch (CAN)                 | 18 j 13 h 44 min 6 s  |
| 4          | Classe 4 | 115       | Gauloises IV                       | Tri Greene (en)        | 13,71              | 9,05    | 3            | 3,5 t | 110 m2           | Eric Loizeau (FRA)               | 19 j 0 h 27 min 26 s  |
| 5          | Classe 2 | 999       | Charles Heidsieck V                | Tri Shuttleworth       | 18,24              | 12      | 3            | 5,3 t | 195 m2           | Alain Gabbay (FRA)               | 19 j 0 h 41 min 0 s   |
| 6          | Classe 5 | 23        | Kriter X                           | Tri Newick (en)        | 11,31              | 8,10    | 2,28         | 2,5 t | 70 m2            | Jack Petith (USA)                | 19 j 6 h 45 min 1 s   |
| 7          | Classe 1 | 18        | Jacques-Ribourel                   | Tri Xavier Joubert     | 24,45              | 13      | 2,80         | 10 t  | 215 m2           | Olivier de Kersauson (FRA)       | 19 j 12 h 59 min 10 s |
| 8          | Classe 2 | 26        | Umupro-Jardin V                    | Tri Morrison           | 16,15              | 12,20   | 3,35         | 5 t   | 150 m2           | Yvon Fauconnier (FRA)            | 19 j 6 h 45 min 1 s   |
| 9          | Classe 2 | 3         | Fleury Michon VI                   | Tri Shuttleworth       | 17                 | 10,75   | 2,20         | 5,5 t | 177 m2           | Philippe Poupon (FRA)            | 19 j 15 h 55 min 56 s |
| 10         | Classe 1 | 28        | Kriter VIII                        | Mono André Mauric      | 23                 | 3,80    | 3,50         | 15 t  | 200 m2           | Michel Malinovsky (FRA)          | 19 j 16 h 15 min 38 s |
| 11         | Classe 5 | 125       | Télégramme de Brest                | Tri Newick             | 11,27              | 8,8     |              | 2,3 t | 73 m2            | Yves Le Cornec (FRA)             | 19 j 18 h 57 min 22 s |
| 12         | Classe 2 |           | Royale                             | Tri Graal              | 18,28              | 13      | 3            | 6,5 t | 205 m2           | Loïc Caradec (FRA)               | 20 j 1 h 9 min 8 s    |
| 13         | Classe 4 | 10        | C.G.A                              | Tri Newick             | 12,80              | 8,60    | 2,12         | 3 t   | 78 m2            | Yves Gallot-Lavallée (FRA)       | 20 j 12 h 59 min 5 s  |
| 14         | Classe 1 | 350       | Olympus III                        | Cat MacAlpine/Downie   | 21,30              | 9,75    | 2,40         | 8,5 t | 210 m2           | Robin Knox-Johnston (GBR)        | 20 j 20 h 19 min 50 s |
| 15 (*)     | Classe 4 | 42        | Intermezzo - Sharp Vidéo           | Tri Graal              | 13,71              | 10      | 3            | 4 t   | 130 m2           | Olivier Moussy (FRA)             | 20 j 21 h 23 min 49 s |
| 16         | Classe 4 | 34        | Lejaby-Rasurel                     | Tri Newick             | 13,70              | 9,50    | 2            | 3,5 t | 116 m2           | François Forestier (FRA)         | 21 j 16 h 7 min 27 s  |
| 17         | Classe 5 | 22        | La Baule-Télétota                  | Tri Marina             | 11,40              | 8       | 2            | 1,9 t | 95 m2            | Loïc Peyron (FRA)                | 21 j 20 h 55 min 32 s |
| 18         | Classe 0 | 32        | William Saurin                     | Tri Kelsall            | 27,10              | 15      | 2            | 11 t  | 345 m2           | Eugène Riguidel (FRA)            | 22 j 1 h 28 min 11 s  |
| 19         | Classe 1 | 16        | Charente-Maritime                  | Cat Michel Joubert     | 20                 | 10,40   | 2,70         | 6,5 t | 163 m2           | Pierre Follenfant (FRA)          | 22 j 2 h 36 min 10 s  |
| 20         | Classe 2 | 44        | Biotherm II                        | Tri Xavier Joubert     | 18,28              | 13      | 2,60         | 6 t   | 90 m2            | Florence Arthaud (FRA)           | 22 j 5 h 36 min 49 s  |
| 21         | Classe 1 | 15        | Champagne-Charlie                  | Mono Vaton             | 20,40              | 5,05    | 3,28         | 21 t  | 205 m2           | Jean-Claude Parisis (FRA)        | 22 j 15 h 19 min 2 s  |
| 22         | Classe 1 | 157       | Wild Rocket                        | Mono Auzepy-Brenneur   | 19,20              | 5       | 3            | 30 t  | 173 m2           | Joël Charpentier (FRA)           | 23 j 3 h 48 min 32 s  |
| 23         | Classe 4 | 33        | Skyjack                            | Cat Spronk             | 13,68              | 6,70    | 1,82         | 4,5 t |                  | Philippe Walwyn (USA)            | 23 j 12 h 10 min 32 s |
| 24         | Classe 5 | 888       | Humdinger - Aspen                  | Tri Greene             | 10,67              | 8,93    | 2,12         | 2,5 t |                  | Klaus Schrodt (GER)              | 23 j 18 h 25 min 12 s |
| 25         | Classe 3 | 6         | As-Eco                             | Tri Greene             | 15,23              | 10,97   | 2,40         | 5 t   | 150 m2           | Walter Green (USA)               | 24 j 3 h 31 min 44 s  |
| 26         | Classe 5 | 4         | S.P.R.A 1                          | Mono Castro            | 11,50              | 3,85    | 1,90         | 5,4 t | 85 m2            | Patrice Carpentier (FRA)         | 24 j 16 h 47 min 5 s  |
| 27         | Classe 5 | 7         | Dirickx                            | Mono Castro            | 11,50              | 3,85    | 1,90         | 5,4 t | 85 m2            | Jean Bertrand Mothes-Massé (FRA) | 24 j 18 h 2 min 0 s   |
| 28         | Classe 4 | 30        | Improvedibile - Le Monde de la Mer | Tri Newick             | 13,70              | 9       | 2,30         | 3,5 t | 120 m2           | Jean-Pierre Derunes (FRA)        | 24 j 19 h 52 min 22 s |
| 29         | Classe 3 | 112       | Créateur d'Entreprises             | Tri Caroff             | 14,99              | 10,50   | 2,50         | 4,2 t | 140 m2           | Michel Ralys (FRA)               | 25 j 7 h 31 min 19 s  |
| 30         | Classe 4 |           | Société-Collyer                    | Mono Engelmark         | 13,40              | 2,55    | 1,95         | 5 t   |                  | Hervé Laurent (FRA)              | 26 j 7 h 41 min 35 s  |
| 31         | Classe 5 | 971       | Brise                              | Mono Pye               | 10,80              | 3,60    | 1,85         | 8 t   | 75 m2            | Jacques Palasset (FRA)           | 28 j 3 h 9 min 0 s    |
| Hors délai | Classe 5 | 25        | Les Economats                      | Mono Stephens          | 10,90              | 3,15    | 1,90         | 5,3 t | 70 m2            | Yves Parent (FRA)                |                       |
| ABN        | Classe 3 | 29        | Vigorosol                          | Mono                   | 15,10              | 4,75    | 2,50         | 12 t  | 150 m2           | Paolo Sciarretta (ITA)           |                       |
| ABN        | Classe 5 | 40        | Rennie                             | Tri Crowther           | 10,67              | 9,14    | 1,55         | 2 t   |                  | Ian Johnston (AUS)               |                       |
| ABN        | Classe 2 | 81        | Pantashop - Stages Linski          | Mono Vaton             | 17                 | 4,68    | 2,88         | 15 t  | 178 m2           | Marc Linsky (FRA)                |                       |
| ABN        | Classe 4 | 36        | Côte Basque                        | Tri Graal              | 13,70              | 10      | 3            | 4 t   | 130 m2           | Didier Munduteguy (FRA)          |                       |
| ABN        | Classe 4 | 110       | SV Caddy                           | Tri Langevin           | 13,71              | 13      | 2,50         | 4,2 t | 140 m2           | François Boucher (FRA)           |                       |
| ABN        | Classe 4 |           | Jet Services                       | Tri Newick             | 12,80              | 8,60    | 2,12         | 3 t   | 78 m2            | Patrick Morvan (FRA)             |                       |
| ABN        | Classe 5 | 20        | Filtrasol                          | Tri Kelsall            | 12                 | 9,30    | 1,50         | 1,7 t | 60 m2            | Thierry Caroni (FRA)             |                       |
| ABN        | Classe 4 | 55        | Brittany Ferries Fr                | Tri Newick             | 13,70              | 8,40    | 2            | 4 t   | 98 m2            | Daniel Gilard (FRA)              |                       |
| ABN        | Classe 4 | 82        | Cenet                              | Tri Irens              | 12,19              | 9,50    | 2            | 2 t   | 100 m2           | Jacques Dewez (FRA)              |                       |
| ABN        | Classe 5 | 5         | S.P.R.A 2                          | Mono Castro            | 11,50              | 3,85    | 1,90         | 5,4 t | 85 m2            | Jean-Michel Carpentier (FRA)     |                       |
| ABN        | Classe 5 |           | Compas Contest                     | Mono Berret            | 11,75              | 3,90    | 2,10         | 7 t   | 82 m2            | Dominique Gautron (FRA)          |                       |
| ABN        | Classe 2 | II        | Colt Cars                          | Tri Holland            | 18,28              | 12,19   | 2,74         | 5,5 t | 205 m2           | Robert James (GBR)               |                       |
| ABN        | Classe 5 |           | Chaînegaz                          | Mono Finot             | 12                 | 3,85    | 1,85         |       |                  | Alain Renouard (FRA)             |                       |
| ABN        | Classe 5 | 116       | Club Montanier                     | Tri Joubert            | 12,19              | 9       | 1,60         | 3 t   | 85 m2            | Alain Labbé (FRA)                |                       |
| ABN        | Classe 4 | 37        | Edonil                             | Cat Gahinet            | 13                 | 9       | 2,50         | 2,5 t | 150 m2           | Daniel Le Méné (FRA)             |                       |
| ABN        | Classe 4 | 57        | Maison Phénix                      | Mono Frers             | 13,05              | 4       | 2,10         | 8 t   | 82 m2            | Yvan Griboval (FRA)              |                       |
| ABN        | Classe 2 | 111       | Gauthier III                       | Tri Langevin           | 18,20              | 16,20   | 2,70         | 6 t   | 206 m2           | Jean-Yves Terlain (FRA)          |                       |
| ABN        | Classe 2 | 2         | Rosière                            | Prao Ollier/Devaux     | 18,25              | 24      | 3            | 4,8 t | 201 m2           | Guy Delage (FRA)                 |                       |
| ABN        | Classe 2 | 14        | Paul Ricard                        | Tri De Bergh (à foils) | 17                 | 17      | 2            | 8 t   | 180 m2           | Éric Tabarly (FRA)               |                       |
| ABN        | Classe 1 | 345       | Brittany Ferries GB                | Tri Shuttleworth       | 20                 | 12      | 3            | 6,7 t | 200 m2           | Chay Blyth (GBR)                 |                       |
| ABN        | Classe 5 | 39        | Crédit du Nord                     | Mono Frers             | 11,70              | 3,8     | 2            | 5 t   | 90 m2            | Philippe Machefaux (FRA)         |                       |

(∗) Reclassement exceptionnel selon la décision du comité de course après le sauvetage le 18 novembre de l'Australien Ian Johnston.